# Jhon Quiceno
Jhon Jairo Quiceno Ortiz (* 2. August 1954) ist ein ehemaliger kolumbianischer Radrennfahrer.

## Sportliche Laufbahn
Quiceno war Bahnradsportler. Er war Teilnehmer der Olympischen Sommerspiele 1976 in Montreal. In der Mannschaftsverfolgung schied Kolumbien mit José Jaime Galeano, Jorge Hernández, Carlos Mesa und Jhon Quiceno in der Qualifikationsrunde aus. Bei den Panamerikanischen Spielen 1975 gewann er die mit Balbino Jaramillo, Luis Díaz, und José Jaime Galeano Silbermedaille in der Mannschaftsverfolgung.